# Freetown
Freetown este capitala statului Sierra Leone.